# 제27회 유럽 영화상
제27회 유럽 영화상은 2014년 12월 13일에 열린 시상식이다.

## 수상 및 후보

### 유러피안 작품상
- 이다 - 파벨 포리코브스키 수상
- 투리스트 - 루벤 외스틀룬드
- 리바이어던 - 안드레이 즈비아긴체프
- 님포매니악 볼륨1 - 라스 폰 트리에
- 윈터 슬립 - 누리 빌게 제일란

### 유러피안 코메디상
- 마피아는 여름에만 죽인다 - 피에르프란체스코 딜리베르토 수상
- 카르미나 이 아멘 - 파코 리언
- 위크엔드 인 파리 - 로저 미첼

### 유러피안 디스커버리상
- 트라이브 - 미로슬라브 슬라보슈비츠키 수상
- '71 - 얀 디맨지
- 10,000KM - 카를로스 마르쿠즈-마르셋
- 파티 걸 - 마리 아마슈켈리-바르사크
- 트라이브 - 미로슬라브 슬라보슈비츠키
- 운디드 - 페르난도 프랑코

### 유러피안 다큐멘터리상
- 마스터 오브 더 유니버스 - 마크 바우더 수상
- 저스트 더 라잇 어마운트 오브 바이얼런스 - 욘 방 카를센
- 오브 멘 앤 워 - 로랑 베큐-레너드
- 성스러운 도로 - 잔프란코 로시
- 8월을 기다리며 - 테오도라 미하이
- 우리가 우방입니다 - 휴베르트 소퍼

### 유러피안 애니메이션상
- 행복의 기술 - 알레산드로 락 수상
- 시계 심장을 가진 소년 - 스테판 벨라 외 1명
- 슈퍼미니 - 토마스 자보 외 1명

### 유러피안 단편영화상
- 더 치킨 - 우나 군야크 수상
- 우당탕 마을-크리스마스 로그 - 뱅상 파타르
- 데일리 브레드 - 이단 휴벨
- 디놀라 - 마리암 해치바니
- 이머전시 콜즈 - 한네스 바티아이넨 외 1명
- 리틀 블락 오브 시멘트 위드 디섀벌드 헤어 컨테이닝 더 씨 - 조지 로페즈 나바레테
- 프라이드 - 파벨 G. 베스나코브
- 쉽렉 - 모건 니베
- 스틸 갓 리브스 - 장 게릿 세일러
- 라토 2014 - 보이체흐 소브칙
- 타프로바나 - 가브리엘 아브란테스
- 키메라 오브 엠 - 세바스티앙 뷔르크너
- 더 미싱 스카프 - 에오인 더피
- 팔 - 사이먼 자보
- 웨일 밸리 - 구두문두르 아르나르 구드문드손

### 유러피안 감독상
- 이다 - 파벨 포리코브스키 수상
- 윈터 슬립 - 누리 빌게 제일란
- 로크 - 스티븐 나이트
- 휴먼 캐피탈 - 파올로 비르지
- 리바이어던 - 안드레이 즈비아긴체프
- 투리스트 - 루벤 외스틀룬드

### 유러피안 여우주연상
- 내일을 위한 시간 - 마리옹 꼬띠아르 수상
- 운디드 - 마리안 알바레즈
- 휴먼 캐피탈 - 발레리아 골리노
- 님포매니악 볼륨1 - 샤를로뜨 갱스부르
- 이다 - 아가타 쿠레샤
- 이다 - 아가타 트르제부초우스카

### 유러피안 남우주연상
- 미스터 터너 - 티모시 스폴 수상
- 캘버리 - 브렌단 글리슨
- 로크 - 톰 하디
- 리바이어던 - 알렉세이 세레브리아코프
- 님포매니악 볼륨1 - 스텔란 스카스가드

### 유러피안 각본상
- 이다 - 파벨 포리코브스키 수상
- 윈터 슬립 - 누리 빌게 제일란
- 내일을 위한 시간 - 장 피에르 다르덴 외 1명
- 로크 - 스티븐 나이트
- 리바이어던 - 안드레이 즈비아긴체프 외 1명

### 유러피안 촬영상
- 이다 - 리스자르드 렌크제스키 외 1명 수상

### 유러피안 음악상
- 언더 더 스킨 - 미카 레비 수상

### 유러피안 편집상
- 로크 - 저스틴 라이트 수상

### 유러피안 미술감독상
- 다크 밸리 - Claus-Rudolf Amler 수상

### 유러피안 사운드디자이너상
- 스타드 업 - 요아킴 선드스트롬 수상

### 유러피안 의상디자이너상
- 다크 밸리 - 나타샤 커티우스-노스 수상

### 유럽영화아카데미 평생공로상
- 아녜스 바르다 수상

### 올해의 유러피안 공동제작상
- 에드 게인니 수상

### 유러피안 월드 시네마상
- 스티브 맥퀸 수상

### 관객상
- 이다 - 파벨 포리코브스키 수상